# 탄산 바륨
탄산 바륨(Barium carbonate 화학식:BaCO3)은 바륨의 탄산염으로 독중석(毒重石), 독중토석(毒重土石), 위더라이트(Witherite)라고도 한다.
독성이 조금 있으며, 유리 및 요업 제품의 제조, 쥐약 등에 쓰인다.
물에 녹지는 않지만, 탄산염이기 때문에 위산과 만나면 반응하여 이산화 탄소가 빠져나가면서 바륨이 용해되므로 조영제로 사용하여서는 절대 안된다.